# 拉穆島

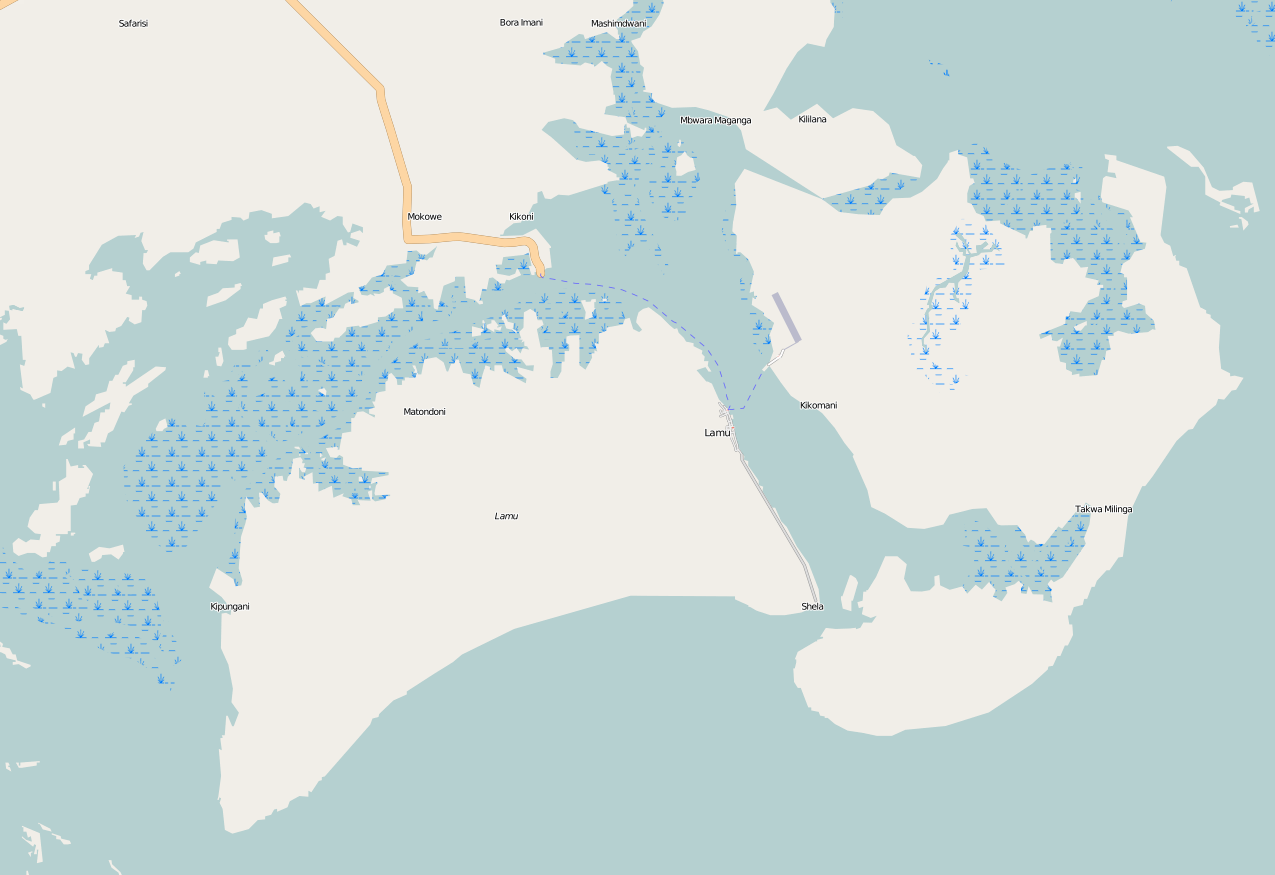
拉穆島（左）及曼達島（右）

拉穆島（Lamu Island）是印度洋的島嶼，位於東非國家肯亞北岸，屬於拉穆群島的一部分，由拉穆郡管轄，該鎮長10公里、寬6公里，島上的拉穆鎮已列入聯合國教科文組織世界遺產名錄。
2°17′S 40°52′E / 2.283°S 40.867°E